# 二色桌片参
二色桌片参（学名：Mensamaria intercedens）为瓜参科桌片参属的动物。分布于印度尼西亚、澳大利亚以及中国大陆的福建到海南岛等地，主要栖息于低潮区附近的沙底以及少数生活于30-67米的泥沙底。